# OMA LWM2M

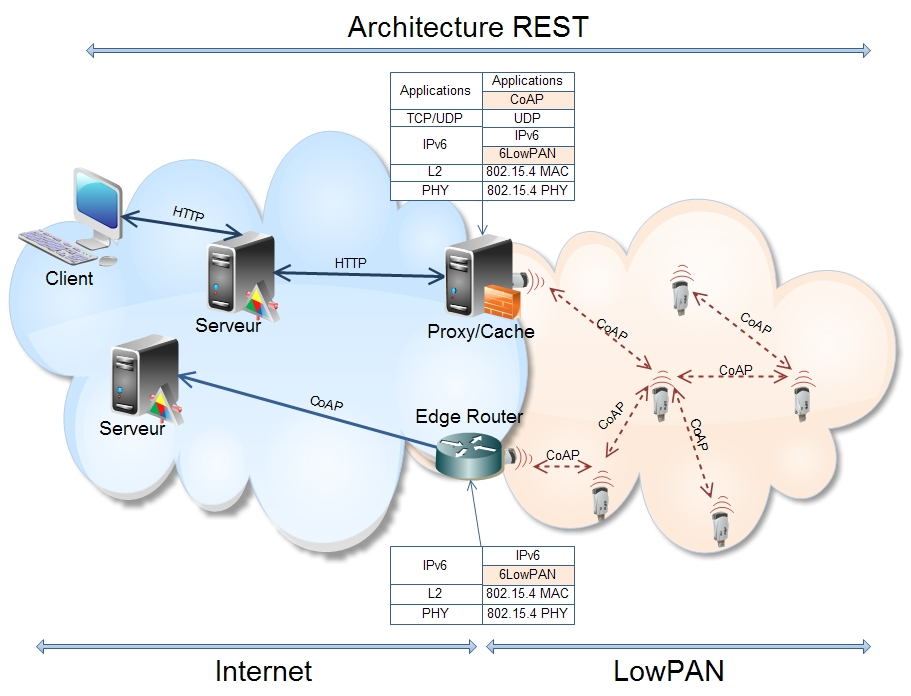
Fig.1 Exemple de LWM2M sobre CoAP per a gestionar dispositius IoT

OMA LWM2M (acrònim anglès de Open Mobil Alliance LightWeight Machine to Machine) és un protocol obert i de baixa complexitat per a la gestió de dispositius IoT o M2M. Defineix la capa d'aplicació en un model client/servidor: un servidor LwM2M i un client LwM2M que està incrustat en un dispositiu LwM2M. Aquests dispositius LwM2M es caracteritzen per tenir pocs recursos de maquinari i, per tant, estan obligats a comunicar-se amb protocols senzills com el LwM2M. Com a capa inferior s'acostuma a emprar el protocol CoAP.

## Versions

### OMA LWM2M 1.0
Lightweight M2M 1.0 introdueix les següents característiques :
- Model de rerursos basat en objectes simples (Simple Object)
- Notificació de Recursos
- Suport de dades en format TLV/JSON/Plain
- Suport de les capes de transport UDP i SMS
- Seguretat badada en DTLS.
- Entorn de NAT/Firewall
- Suport de servidor de Múltiples LwM2M
- Funcionalitats bàsiques M2M: servidor LwM2M, Control Accés, Dispositiu, Connectivitat, Actualització de microprogramari (Firmware), Posició, estadístiques de Connectivitat

## Implementacions
| Nom                | Llenguatge de programació | Versió LWM2M | Client/Servidor | Licència     | Enllaç                                                                                        |
| ------------------ | ------------------------- | ------------ | --------------- | ------------ | --------------------------------------------------------------------------------------------- |
| ARM mBed           | C                         | 1.0          | Client + Server | Apache 2     | https://www.mbed.com/en/development/software/                                                 |
| AVSystem Anjay     | C                         | 1.1          | Client          | Apache 2.0   | https://www.avsystem.com/products/anjay/                                                      |
| Awa LightweightM2M | C                         | 1.0          | Client + Server | BSD 3-clause | https://github.com/FlowM2M/AwaLWM2M                                                           |
| Eclipse Leshan     | Java                      | 1.0          | Client + Server | EPL+EDL      | http://projects.eclipse.org/projects/iot.leshan                                               |
| Eclipse Wakaama    | C                         | 1.0          | Client + Server | EPL+EDL      | http://projects.eclipse.org/projects/technology.wakaama Arxivat 2019-05-09 a Wayback Machine. |
| IoTerop IOWA       | C                         | 1.0          | Client + Server | Commercial   | http://ioterop.com/products Arxivat 2017-11-13 a Wayback Machine.                             |